# 사므

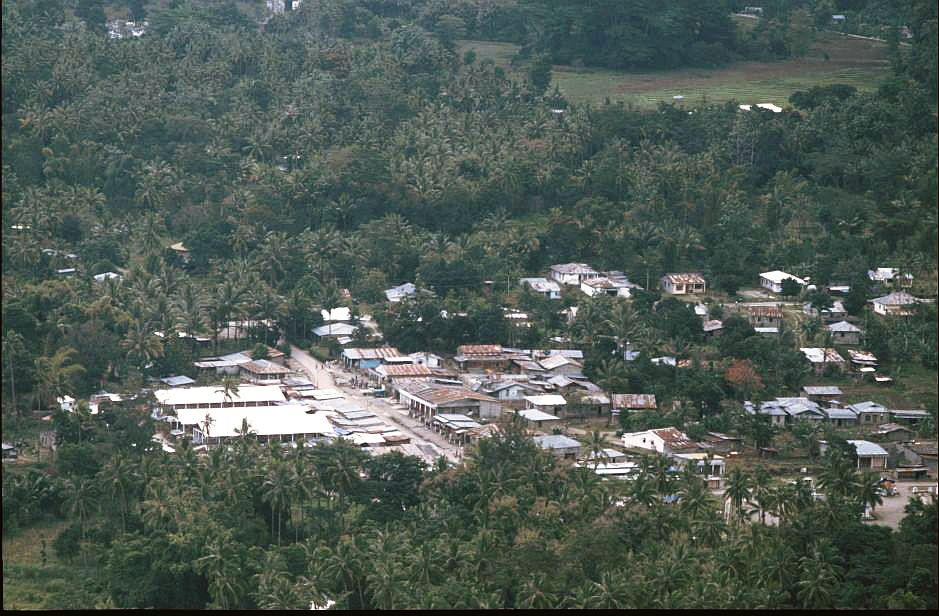
사므

사므(포르투갈어: Same, 테툼어: Same 사메)는 동티모르의 도시로 마누파이현의 현도이며 면적은 355.28km2, 높이는 384m, 인구는 7,413명(2015년 기준), 인구 밀도는 21명/km2이다. 딜리(동티모르의 수도)에서 남쪽으로 81km 정도 떨어진 곳에 위치한다.